# Говорухин, Трофим Кириллович
Трофи́м Кири́ллович Говору́хин (1896 — 1966) — начальник политического управления Ленинградского военного округа, генерал-майор (1955).

## Биография
Родился в селе Дергачи Новоузенского уезда Самарской губернии в русской крестьянской семье. Учился четыре зимы в земской школе (по другим данным окончил церковно-приходскую школу в 1908). После смерти родителей воспитывался престарелой бабушкой. С двенадцати лет работал помощником столяра, плотником. В августе 1915 призван в императорскую армию и направлен в Новоузенский запасной полк. В 1916 окончил учебную команду, а в 1917 военно-фельдшерские курсы при Астраханском лазарете, после чего служил в должности фельдшера при 214-й полевой подвижной хлебопекарне. В октябре 1917 после расформирования (роспуска?) полка вернулся в родное село.
В Красной армии добровольцем с 16 мая 1918, в том же году становится членом РКП(б). Участник Гражданской войны, в годы которой занимал политические должности в подразделениях и частях, политрука-агитатора 1-го Новоузенского советского полка, председателя партийного коллектива того же полка; в марте 1919 Новоузенский полк вошёл в состав 23-й стрелковой дивизии. С 1919 воевал в составе 196-го стрелкового полка 22-й стрелковой дивизии в должности военкома батальона, председателя полкового коллектива (комитета?) РКП(б). В 1920 в течение двух недель находился в плену у деникинцев. В 1921—1922 военком учебно-кадрового полка 22-й стрелковой дивизии.
После окончания войны, до апреля 1924, военком 39-го стрелкового полка. С апреля 1924 помощник начальника политического отдела 13-й Дагестанской стрелковой дивизии, с мая 1925 начальник политотдела той же дивизии. С октября 1925 слушатель Курсов усовершенствования высшего начальственного состава при Военной академии имени М. В. Фрунзе. С июля 1926 военком и начальник политического отдела 43-й стрелковой дивизии. С февраля по июль 1930 военком и начальник политического отдела 8-й Минской стрелковой дивизии. С июля 1930 военком, а с сентября 1931 помощник командира 3-го стрелкового корпуса по политической части.
26 января—10 февраля 1934 года делегат XVII съезда ВКП(б) с решающим голосом.
С октября 1936 по май 1937 состоял в распоряжении Управления по командно-начальствующему составу РККА, слушатель Высшей школы партийных организаторов при ЦК ВКП(б). С мая 1937 начальник политического управления Ленинградского военного округа.
В сентябре 1938 по политическому недоверию уволен в запас. Арестован 18 сентября 1938. Особым совещанием при НКВД СССР 15 июля 1940 по обвинению в участии в военном заговоре приговорён к восьми годам заключения в исправительно-трудовом лагере. Наказание отбывал в Воркуте, срок отбыл полностью. Освобождён 18 сентября 1946 и вновь арестован по старому обвинению 25 августа 1949. Особым совещанием при МГБ СССР 15 октября 1949 направлен в ссылку в Красноярский край, где находился до момента реабилитации.
Военная коллегия Верховного суда СССР 5 марта 1955 пересмотрела обвинительное дело, отменила постановления Особого совещания при НКВД — МГБ СССР от 23 декабря 1940 и 15 октября 1949, которыми он был необоснованно осуждён, и дело, за отсутствием в его действиях состава преступления, прекратила. Решением КПК при ЦК КПСС от 22 апреля 1955 восстановлен в рядах партии. Министерство обороны СССР сочло возможным присвоить корпусному комиссару Т. К. Говорухину воинское звание «генерал-майор». Получал персональную пенсию союзного значения, умер в Москве.

### Звания
- корпусной комиссар (28 ноября 1935)[4].
- генерал-майор (1955);[5].

### Награды
- юбилейная медаль «XX лет РККА» (22.02.1938).